# Euryomma peregrinum
Euryomma peregrinum är en tvåvingeart som först beskrevs av Johann Wilhelm Meigen 1826.  Euryomma peregrinum ingår i släktet Euryomma och familjen takdansflugor. Inga underarter finns listade i Catalogue of Life.